# أليكسيس خزاقة
أليكسيس طوني لويس إيلي خزاقة (15 أبريل 1994) هو لاعب كرة قدم لبناني سابق لعب كلاعب خط وسط، ولد في فرنسا ومثّل لبنان دولياً.

## روابط خارجية
- أليكسيس خزاقة‎ على موقع قاعدة بيانات كرة القدم.إي يو (الإنجليزية)
- أليكسيس خزاقة‎ على موقع ناشيونال فوتبول تيمز (الإنجليزية)
- أليكسيس خزاقة‎ على موقع Soccerway.com (الإنجليزية)
- أليكسيس خزاقة‎ على موقع كووورة